# José María Aresté Sancho
José María Aresté (Saragossa, 1966) és crític de cinema. A més, és autor de diversos llibres sobre el Setè Art. Els seus escrits han aparegut en diversos mitjans.
José María Aresté Sancho és Enginyer de Telecomunicacions per la Universitat Politècnica de Madrid. Actualment dirigeix el magazine digital decine21.com i és director dels festivals de cinema Educacine i BCN Film Fest Sant Jordi. Ha exercit com a director de les revistes Estrenos, DeVíDeo , Cinerama i OX Cine. Autor de les biofilmografies Francis Ford Coppola i En busca de William Wyler. Va guanyar una de les Medalles del Cercle d'Escriptors Cinematogràfics de 2006 pel seu llibre Escritores de cine, estudi sobre dotze autors i la seva relació amb el món del cel·luloide.
A més, José María Aresté va ser cofundador de la productora cinematogràfica Narnia Films, creada el 1995. Amb Narnia Films produeix el curtmetratge Hambre mortal, protagonitzat per Paul Naschy.